# Godric (prénom)
Pour les articles homonymes, voir Godric (homonymie).
Ne doit pas être confondu avec Godrich.
Godric est un prénom masculin anglais.

## Étymologie
Godric dérive de l'anthroponyme anglo-saxon Godrīc, composé de l'élément god (lui-même dérivé du proto-germanique *gudą) signifiant « dieu », et de l'élément rīc (proto-germanique : *rīkijaz) signifiant « puissance, pouvoir, autorité ».

## Popularité
Tombé en désuétude comme la plupart des anthroponymes anglo-saxons après la conquête normande de l'Angleterre, il revient à la mode dans le monde anglo-saxon au XIXe siècle mais reste peu fréquent.
En dehors des pays anglo-saxons, le prénom Godric se rencontre surtout en Afrique anglophone, notamment au Nigéria et au Kenya.

## Personnages historiques
Par ordre chronologique
- Godric (en) (XIe siècle), sheriff anglo-saxon ;
- Godric (en) (XIe siècle), thegn anglo-saxon ;
- Godric (en) (mort vers 1114), noble anglais ;
- Godric (mort vers 1170), ermite et saint catholique anglais.

## Personnalités contemporaines
- Pour l'ensemble des articles sur les personnes portant ce prénom, consulter :
  - la liste des articles dont le titre commence par ce prénom
  - les listes produites par Wikidata : Liste des personnes de prénom « Godric » — même liste en incluant les éventuels prénoms composés qui contiennent « Godric ».

## Personnages de fiction
- Godric Gryffondor, personnage de Harry Potter ;
- Godric, personnage de la série télévisée américaine True Blood ;
- Godric Wyles, personnage du manga Inazuma Eleven ;
- Godric, personnage du jeu vidéo Heroes of Might and Magic V ;
- Godric, personnage du jeu vidéo Might and Magic: Clash of Heroes.